# Essex (Maryland)
Essex – jednostka osadnicza w Stanach Zjednoczonych, w stanie Maryland, w hrabstwie Baltimore.